# Мезенцов, Пётр Фёдорович
Пётр Фёдорович Мезенцов (Мезенцев) (ок. 1734—1792) — российский государственный и военный деятель, генерал-поручик, правитель Вологодского наместничества (1784—1792).

## Биография
Беспоместный дворянин, сын сенатского канцеляриста, потом секретаря Смоленской губернской канцелярии Фёдора Андреевича, внук Смоленского подьячего. В 1749—1758 годах на гражданской службе. Занимал должность в Сенате, дослужился до чина коллежского асессора (1758).
С 1758 года на военной службе: премьер-майор, подполковник (1768), полковник (1770).
В 1770—1783 годах служил в кригскомиссариате (служба, заведовавшая тыловым обеспечением войск, денежными и вещевыми потоками) при Польском корпусе и в Украинской дивизии: обер-кригскомиссар, штер-кригскомиссар, с 1777 обер-штер-кригскомиссар (чин IV класса, соответствующий генерал-майору).
Находился в действующей армии в 1763—1765 (в Польше), во время русско-турецкой войны 1768—1774 годов — В Крыму. С 1783 года генерал-поручик.
С мая 1784 по март 1792 года правитель Вологодского наместничества.

## Награды
Кавалер ордена Святого Владимира 2-й степени (1784).

## Семья
Жена — Елизавета Алексеевна Пустошкина. Дети:
- Варвара (1772—21.11.1836[1]), девица, умерла «от нарыва в боку», похоронена на Фарфоровском кладбище.
- Владмир (1779/1782—1833),  генерал-майор.